# Bruce Rauner

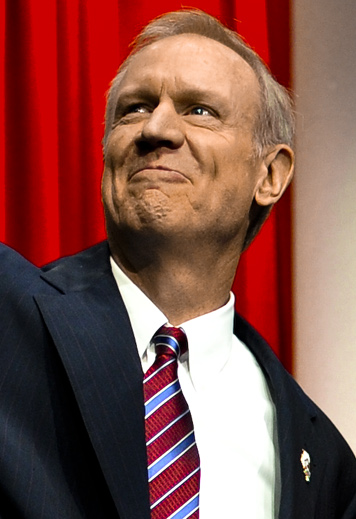
Bruce Rauner (2015)

Bruce Vincent Rauner (* 18. Februar 1956 in Chicago) ist ein US-amerikanischer Politiker und Geschäftsmann. Er gehört der Republikanischen Partei an und war vom 12. Januar 2015 bis 14. Januar 2019 Gouverneur von Illinois.

## Frühere Jahre und politischer Aufstieg

### Ausbildung, Karriere in der Wirtschaft
Rauner stammt aus Chicago, wo er 1956 geboren wurde. Sein Vater Vincent Rauner war ein Anwalt und später auch Senior Vice President von Motorola, während sich seine Mutter als Krankenschwester verdiente. Rauners Großvater stammte aus Schweden. Am Dartmouth College studierte Rauner Wirtschaft, später erhielt er auch an der Harvard University einen Abschluss. Im Anschluss arbeitete Rauner mehr als 30 Jahre bei der Firma GTCR, die im Bereich Private Equity tätig ist. Er verließ das Unternehmen im Oktober 2012 und gründete eine eigene Investmentfirma namens R8 Capitol Partners.
Durch seine Tätigkeit als Unternehmer gelangte Rauner zu einem Milliardenvermögen. Die Höhe seines Vermögens ist öffentlich jedoch nicht bekannt. Rauner wurde auch bekannt, nachdem er des Öfteren mehrere Millionen Dollar für öffentliche Schulen und andere Bildungsprojekte gespendet hat.
Politisch ist Rauner in der Republikanischen Partei aktiv. Zeitweise fungierte er als wirtschaftspolitischer Berater des demokratischen Bürgermeisters von Chicago Rahm Emanuel. 

### Kandidatur als Gouverneur von Illinois 2014

Karte von Illinois mit dem Ergebnis der Gouverneurswahl 2014 nach Countys (Je kräftiger die Farbe, desto größer der jeweilige Stimmenvorsprung):
Mehrheit für Pat Quinn (D)
Mehrheit für Bruce Rauner (R)

Im Juni 2013 kündigte Rauner offiziell seine Kandidatur als Gouverneur von Illinois bei den Wahlen 2014 an. Rund 63,9 Millionen Dollar, davon 27,3 Millionen Dollar aus seinem Privatvermögen, investierte er in den Wahlkampf. Bei den parteiinternen Vorwahlen am 18. März 2014 siegte Rauner mit 40 Prozent der Stimmen knapp vor den Staatssenatoren Bill Brady und Kirk Dillard. Damit sicherte er sich die Nominierung der Republikanischen Partei. Als Kandidatin für das Amt des Vizegouverneurs wurde Evelyn Sanguinetti, eine Stadträtin aus Wheaton, aufgestellt. Sanguinetti wurde damit zur ersten Vizegouverneurin von Illinois mit lateinamerikanischer Herkunft.
Im Dezember 2013 geriet Rauner in die Schlagzeilen, als er sich für die Absenkung des gesetzlichen Mindestlohns von Illinois von 8,25 auf 7,25 US-Dollar pro Stunde aussprach. Von den Demokraten wurde er daraufhin scharf kritisiert. Später revidierte Rauner diese Aussage, indem er eine Anhebung des nationalen Mindestlohns fordert. So soll seiner Meinung nach die Wettbewerbsfähigkeit des Bundesstaats keinen Schaden nehmen. Vorwürfen von Demokraten und Gewerkschaften, als Gouverneur den Mindestlohn absenken zu wollen, wies Rauner zurück. Eine Anhebung des Mindestlohns wurde im November 2014 parallel zur Gouverneurswahl durch einen von dem Demokraten initiierten Bürgerentscheid vollzogen. Rauner begrüßte das Votum, forderte gleichzeitig aber Reformen, von denen die Wirtschaft profitieren soll.
Bei der Gouverneurswahl am 4. November 2014 konnte Rauner mit einem Stimmenanteil von 50,3 Prozent den demokratischen Amtsinhaber Pat Quinn besiegen, für den 46,3 Prozent der Wähler stimmten. Mit Ausnahme von Cook County, wo aufgrund der starken Urbanisierung traditionell viele demokratische Wähler beheimatet sind, konnte er in allen übrigen 101 Countys des Bundesstaates eine Stimmenmehrheit erringen. Jedoch wurde auch sein Abschneiden im Großraum Chicago als stark angesehen, wo er rund ein Viertel der Stimmen erhielt. Rauners parteiinterner Konkurrent Bill Brady, der 2010 von seiner Partei aufgestellt worden war, schnitt vier Jahre zuvor in dieser Region deutlich schlechter ab. In den Umfragen von März bis September 2014 lag der Republikaner meist in Führung. Der Wahlausgang wurde von politischen Beobachtern als völlig offen angesehen, nachdem Quinn in den Umfragen zuletzt deutlich aufholen konnte. Ein großer Unsicherheitsfaktor für Rauner blieb bis zuletzt die Kandidatur von Chad Grimm von der Libertarian Party, die meist den Republikanern mehr Stimmen abnehmen, was in knappen Rennen durchaus wahlentscheidend sein kann, da zum Wahlsieg die relative Mehrheit schon ausreicht. Daher wurden Rauner und sein Team nicht müde zu betonen, vor einem demokratischen Triumph zu warnen, sollten zu viele Stimmen an Grimm gehen. Da Grimm letztlich nur etwas mehr als drei Prozent der Stimmen erhielt, bewährte sich Rauners Strategie. Sein Wahlerfolg wurde von politischen Beobachtern auch auf eine starke Mobilisierung der republikanischen Stammwähler und Quinns niedrige Popularität zurückgeführt. Außerdem sei es Rauner gelungen, im mehrheitlich den Demokraten zugeneigten Illinois, auch zahlreiche Wechselwähler anzusprechen, indem er im Vergleich zu anderen Republikanern in gesellschaftspolitischen Bereichen sehr moderate Positionen vertritt. So warb er gemeinsam mit seiner Frau Diana, die Mitglied der Demokratischen Partei ist, gezielt um unzufriedene demokratische Wähler. Gleichzeitig konnte er sich laut Umfragen als kompetent im Bereich der Wirtschaftspolitik darstellen.
Bereits im Vorfeld der Wahl hatte Rauner angekündigt, das ihm als Gouverneur zustehende Gehalt sowie weitere finanzielle Aufwandsentschädigungen nicht annehmen zu wollen. Dies ist bei vermögenden Politikern inzwischen nicht unüblich. Der ebenfalls neu gewählte Gouverneur von Pennsylvania, der Demokrat Tom Wolf, kündigte selbiges an.

## Gouverneur von Illinois

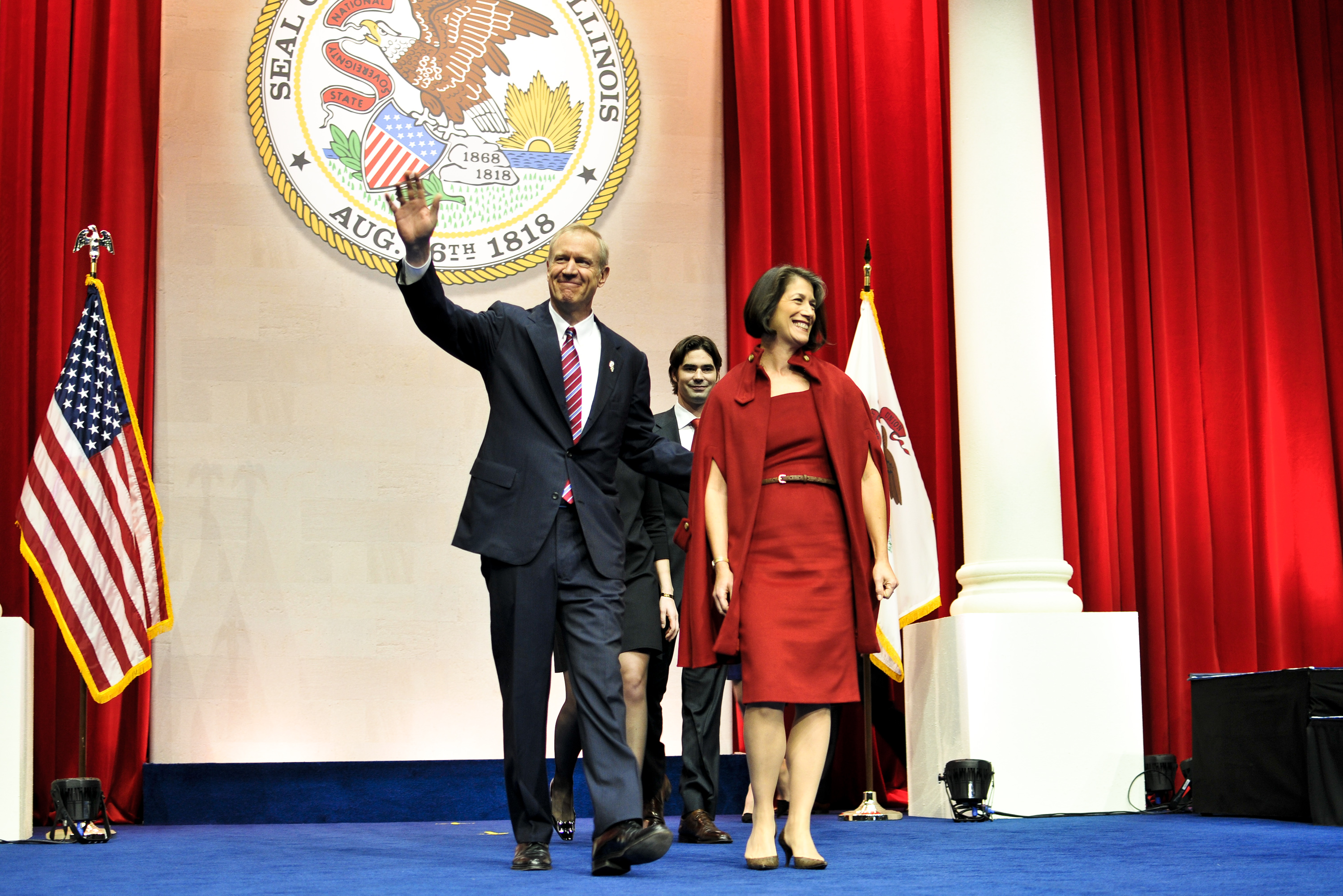
Bruce Rauner mit seiner Frau Diana bei den Feierlichkeiten zu seiner Amtseinführung am 12. Januar 2015

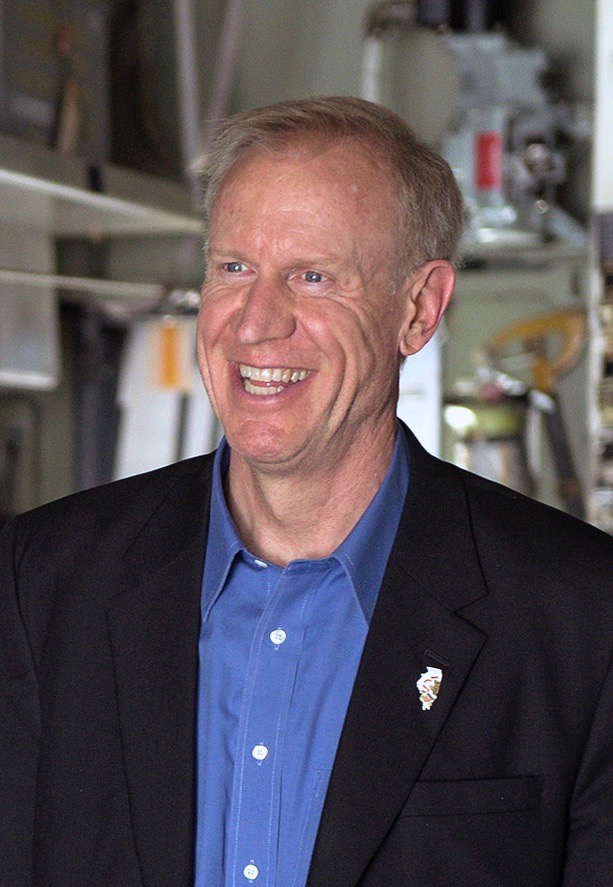
Gouverneur Rauner während einer Unternehmensbesichtigung im Juni 2016

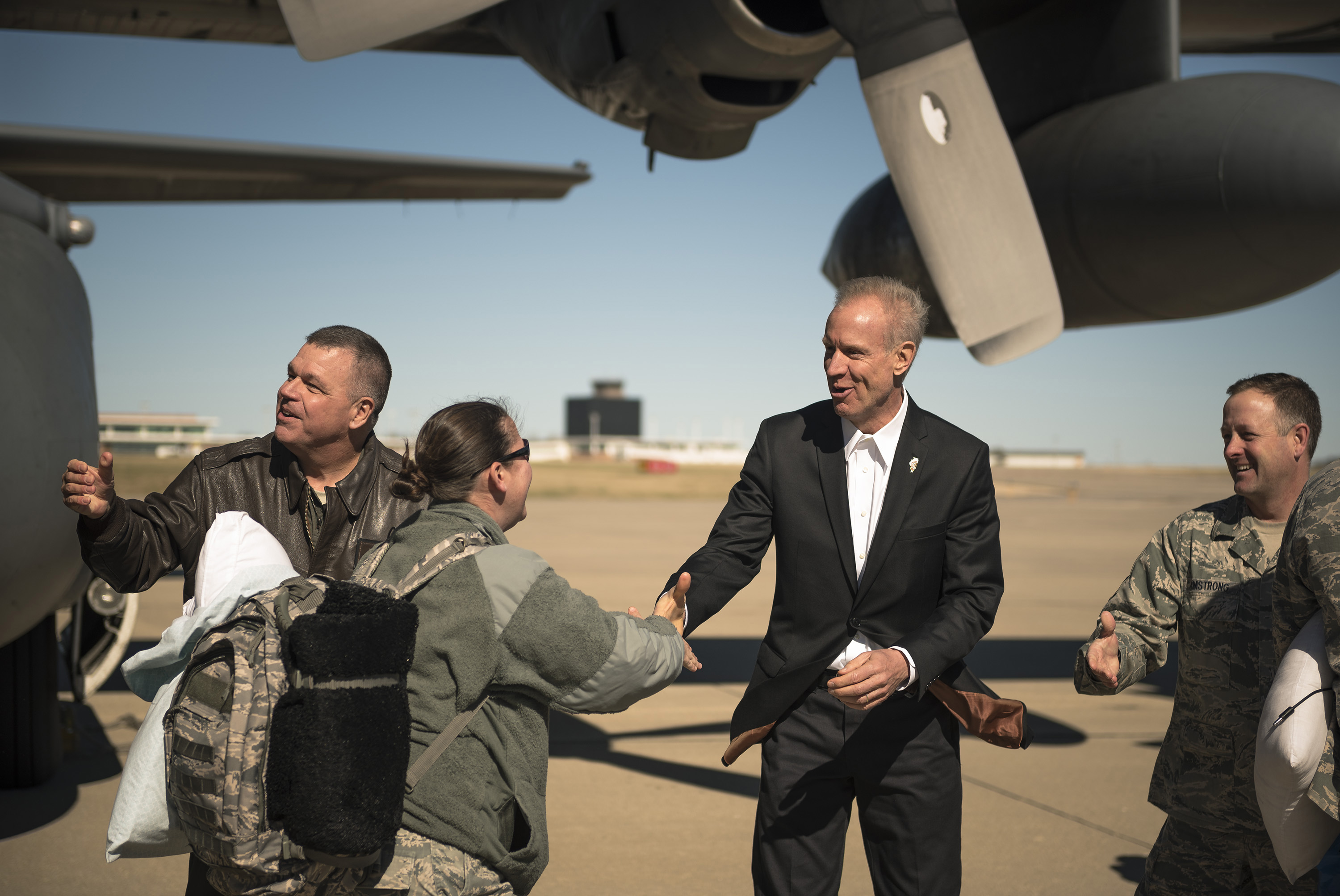
Rauner begrüßt Mitglieder der Streitkräfte (März 2017)

Rauner wurde turnusgemäß am 12. Januar 2015 in sein neues Amt eingeführt. In seiner Rede zum Amtsantritt kündigte Rauner umfassende Wirtschaftsreformen sowie eine Sanierung des Staatshaushalts an. Er bezeichnete diese beiden Ziele sowie die Verbesserung des Bildungssystems als seine größten Prioritäten als Regierungschef. Allerdings ist er als Gouverneur besonders in der Gesetzgebung auf eine Zusammenarbeit mit den Demokraten angewiesen sein, die in beiden Kammern der State Legislature über deutliche Mehrheiten verfügen. Trotzdem können die Demokraten ohne die Stimmen von republikanischen Abgeordneten kein Veto des Regierungschefs mit der erforderlichen Zweidrittelmehrheit zurückweisen. Rauner kündigte an, mit Parlamentariern beider Parteien zusammenarbeiten zu wollen. Nach seinem Wahlsieg sprach er sich gegen die Verlängerung einer temporären Steuererhöhung aus, die nach dem Willen seines Vorgängers noch während der alten Wahlperiode im Dezember 2014 verabschiedet werden sollte. Dies wurde im Parlament aber verworfen.
Als erste Amtshandlung unterzeichnete Rauner am 13. Januar 2015 eine Executive Order, die sämtliche bundesstaatliche Ministerien und Behörden verpflichtet, unnötige Ausgaben bis auf Weiteres einzufrieren. Auch verfügte er in einem weiteren Dekret, dass geprüft werden solle, welches Staatseigentum verkauft werden und an welchen Stellen weitere Einsparungen gemacht werden könnten.

### Wirtschaftspolitik
Am 9. Februar 2015 erließ Rauner eine Verfügung, mit der verpflichtende Gebühren an Gewerkschaften für Angestellte des Bundesstaates künftig freiwillig sind. Gewerkschaftsvertreter kritisierten den Gouverneur dafür scharf und warfen ihm vor, die Stellung der Arbeitnehmervertretungen aus politischen Gründen schwächen zu wollen. Auch Machtmissbrauch wurde ihm vorgehalten. Rauner wies diese Kritik zurück und erklärte, Angestellte, die nicht Mitglied einer Gewerkschaft sind, könnten auch nicht zur Entrichtung einer Gebühr an diese gezwungen werden. Außerdem beauftragte Rauner einen früheren Staatsanwalt, gegen die bisherige Vorgabe zu klagen, mit dem Ziel, dass das zuständige Gericht diese als verfassungswidrig einstuft.

### Haushaltskrise
Nach seinem Amtsantritt entbrannte ein monatelanger Streit zwischen Rauner und den Demokraten um den Staatshaushalt. Insbesondere Rauner und der demokratische Sprecher des Repräsentantenhauses Michael Madigan machten sich gegenseitig für die politische Blockade verantwortlich. Mehrere von Madigan vorangetriebene Budgetentwürfe wurden von Rauner mit einem Veto verhindert, da der Gouverneur die Aufnahme neuer Schulden ablehnt. Dessen Zurückweisung, für die eine Zweidrittelmehrheit nötig ist, wäre nur mithilfe einiger republikanischer Abgeordneten möglich, die sich aber bislang hinter Rauner stellten. Auch eine Handvoll Demokraten wichen von Madigans Linie ab und erklärten sich zu Zugeständnissen an Rauner bereit. Die demokratischen Mehrheiten im Repräsentantenhaus und im Senat von Illinois lehnten die von Rauner vorgeschlagenen Deregulierungen der Wirtschaft und Ausgabenkürzungen ab. Im Sommer 2016, nach mehr als einem Jahr ohne einen komplett verabschiedeten Haushalt, warf Rauner Madigan öffentlich Versagen vor. Auch wiederholte er seine Forderung nach gesetzlichen Amtszeitbegrenzungen für Wahlämter in Illinois, die er als Grund für eine „Blockadepolitik“ sieht. Madigan wies dies wiederholt zurück. Am 30. Juni 2016 unterzeichnete Rauner einen Übergangshaushalt, mit dem die volle Finanzierung von Bildungseinrichtungen für weitere sechs Monate sichergestellt wurde. Nachdem ein von Rauner Anfang 2017 eingebrachter Haushaltsentwurf für das Fiskaljahr 2017/18 vom demokratisch dominierten Parlament abgelehnt wurde, verabschiedeten die beiden Parlamentskammern Ende Juni 2017 einen eigenen Entwurf, der unter anderem eine Anhebung der Einkommensteuer vorsieht. Zuvor war der öffentliche Druck auf die politischen Akteure gestiegen, da verschiedene Ratingagenturen ankündigten, die Kreditwürdigkeit des Staates weiter herabzustufen, sollte auch für das Haushaltsjahr 2017/18 kein Budget zustande kommen. Rauner legte Anfang Juli sein Veto gegen den Entwurf ein. Er begründete seine Entscheidung damit, der Entwurf würde das andauernde Haushaltsdefizit weiter vergrößern. Insbesondere die enthaltenen Steuererhöhungen lehnte der Gouverneur ab. Wenige Tage nach dem Veto überstimmten beide Kammern der State Legislature das Veto, womit Illinois erstmals seit 2015 wieder einen regulären Haushalt hatte. Auch eine Handvoll Republikaner hatten sich am Ende gegen ihren Gouverneur gestellt. Zudem brachten die Wahlen 2016 einen Zugewinn an Mandaten für die Demokraten, die somit ihre Mehrheiten ausbauen konnten.

### Gesellschaftspolitik
Am 29. Juli 2016 unterzeichnete Rauner ein Gesetz, mit dem Ärzte, die Schwangerschaftsabbrüche aus moralischen Gründen verweigern, ihre Patientinnen an Einrichtungen verweisen müssen, die eine Abtreibung vornehmen. Die vorige Abstimmung in der State Legislature erfolgte strikt nach Parteilinie. Während die demokratischen Mehrheiten für den Entwurf stimmten, votierte kein einziger Republikaner für das Gesetz. Viele Republikaner, die das Recht auf Abtreibung ablehnen, nahmen Rauners Billigung des Gesetzes zum Anlass, diesen zu kritisieren.
Nachdem die Demokraten im August 2016 ein Gesetz zur automatischen Wählerregistrierung in Illinois verabschiedet hatten, legte Rauner sein Veto ein. Der Gouverneur erklärte, er befürworte die automatische Wählerregistrierung grundsätzlich, allerdings lehne er die im Entwurf enthaltene Klausel zur Registrierung mithilfe von neuen Führerscheinen ab, diese Methode sei zu anfällig für mögliche Manipulationen. Bislang müssen sich wahlberechtigte Bürger in Illinois registrieren lassen, um wählen zu können, dies betrifft sämtliche Wahlen, auch auf nationaler Ebene, da das Wahlrecht in den USA in die Zuständigkeit der Einzelstaaten fällt.

### Kandidatur zur Wiederwahl 2018
Im Sommer 2016 bestätigte Rauner in einem Interview, sich bei den Wahlen im Herbst 2018 um eine zweite Amtszeit als Gouverneur bewerben zu wollen. Ende 2017 erklärte die republikanische Abgeordnete im Repräsentantenhaus von Illinois, Jeanne Ives, ihre Absicht, bei der republikanischen Vorwahl im März 2018 gegen Rauner zu kandidieren. Ives wirft dem Gouverneur mangelnde Führungsstärke vor und fordert einen konservativeren Kurs in der Gesellschaftspolitik. So kritisierte sie vor allem Rauners positive Haltung gegenüber Einwanderung und seinen Pro-Choice-Standpunkt, der Frauen das Recht auf Abtreibungen einräumt. Rauner hingegen verteidigte während einer Debatte seine Politik und sieht sich im Gegensatz zu Ives eher in der Lage entscheidende Wechselwähler zu erreichen und somit einen demokratischen Herausforderer zu schlagen. Trotz eines zunächst deutlichen Vorsprungs in den parteiinternen Umfragen hat Rauner eine Reihe von Unterstützern bei den republikanischen Abgeordneten verloren, die zur Wahl von Ives aufriefen. In den Wochen vor der Abstimmung über die republikanische Spitzenkandidatur konnte Ives in Befragungen zuletzt deutlich aufholen. Bei der Wahl am 20. März 2018 setzte sich Rauner dann mit 51,5 % zu 48,5 % nur unerwartet knapp durch. Damit wurde er formal zum republikanischen Kandidaten bestimmt. Als Running Mate nominierte er bereits im Vorfeld seine amtierende Stellvertreterin Evelyn Sanguinetti.
Bei der eigentlichen Gouverneurswahl Anfang November 2018 unterlag Rauner wie von Umfragen vorhergesagt seinem demokratischen Herausforderer J. B. Pritzker, einen ebenfalls milliardenschweren Investor. Rauner erreichte nur gut 39 % der Stimmen, während Pritzker 54 % auf sich vereinte. Im politischen Diskurs griff Rauner seinen Herausforderer schon vor den Vorwahlen an, nachdem Pritzker mit Vorwürfen der Einkommensteuervermeidung konfrontiert wurde. Zudem veröffentlichte Rauners Kampagne einen Telefonmitschnitt des FBI, der den Verdacht nahelegt, Pritzker habe im Jahr 2008 dem später wegen Korruption verurteilten Gouverneur Rod Blagojevich Wahlkampfspenden für ein politisches Amt angeboten. In der öffentlichen Auseinandersetzung konzentriert Rauner seinen Wahlkampf auch auf die harsche Kritik an dem demokratischen Parlamentspräsidenten und Oppositionsführer Michael Madigan. Diesem warf der Gouverneur wiederholt vor korrupt zu sein und entscheidende Reformen für mehr Wirtschaftswachstum zu blockieren. Da Madigan und einige seiner Unterstützer bereits seit Jahrzehnten im Parlament sind, erneuerte Rauner auch seine vehemente Forderung nach einer gesetzlichen Amtszeitbeschränkung für öffentliche Ämter in Illinois, wie diese in anderen US-Bundesstaaten herrschen. Nur durch neue Mandatsträger, so der Gouverneur, seien politische Reformen umsetzbar.
Rauners Mandat lief am 14. Januar 2019 turnusgemäß aus.

## Politische Einordnung
Rauner ist dem gemäßigten Flügel seiner Partei zuzurechnen, der weniger konservativ und mehr an der politischen Mitte orientiert ist. Gesellschaftspolitisch vertritt er zum Teil liberale Positionen: So begrüßte er die 2013 erfolgte Gleichstellung von gleichgeschlechtlichen Ehen in Illinois. Auch Immigration steht Rauner positiv gegenüber. Im Gegensatz zu den meisten republikanischen Amtsträgern lehnt Rauner ein Verbot von Schwangerschaftsabbrüchen ab (Pro-Choice Standpunkt). In seinem Wahlprogramm 2014 sprach er sich für eine stärke Bekämpfung von Korruption und Patronage aus. Er unterstützte politisch und finanziell zu den Wahlen 2014 eine Bürgerinitiative zur Beschränkung der Amtszeiten des Gouverneurs auf zwei Wahlperioden (wie es in anderen Staaten bereits der Fall ist). Obwohl die Petition ausreichend Unterstützer fand, um zur Abstimmung gestellt zu werden, erklärte der Oberste Gerichtshof des Bundesstaates eine solche Initiative im August 2014 für verfassungswidrig.
In der Wirtschaftspolitik tritt Rauner für Deregulierung und einen schlanken Staat ein. Er sprach sich wiederholt für die Einrichtung von einzelnen Right-to-work-Zonen aus, um die Wettbewerbsfähigkeit strukturschwacher Regionen zu stärken. Allerdings lehnt er anders als viele seiner Parteigenossen ein solches Recht-auf-Arbeit-Gesetz, mit dem der Einfluss von Gewerkschaften beschränkt wird, für den kompletten Bundesstaat Illinois ab. Rauner bezeichnet sich als fiskalpolitisch konservativ (englisch fiscal conservative), was heißt, dass er sich zu einer restriktiven Fiskalpolitik bekennt und Deficit spending ablehnend gegenübersteht. Diese Position hat jedoch weniger mit dem eigentlichen Konservatismus zu tun; auch eine Reihe von progressiven Politikern aus der Demokratischen Partei wie der kalifornische Gouverneur Jerry Brown bezeichnen sich als fiskalpolitisch konservativ.
Vor der US-Präsidentschaftswahl 2016 erklärte Rauner, er werde Donald Trump nicht als Kandidaten seiner Partei unterstützen. Damit schloss er sich einigen republikanischen Gouverneurskollegen wie John Kasich aus Ohio, Charlie Baker aus Massachusetts oder Larry Hogan aus Maryland an. Auch nach dem Amtsantritt Trumps bemühte sich Rauner um öffentliche Distanz zum neuen US-Präsidenten.
Im Mai 2018 sprach er sich dafür aus, in Illinois die Todesstrafe für zwei Tätergruppen, nämlich Polizisten- und Mehrfachmörder, wieder einzuführen. Die Todesstrafe wurde in Illinois seit 1999 nicht mehr vollstreckt und unter seinem Vorgänger Pat Quinn im Jahr 2011 gesetzlich abgeschafft.

## Privatleben
Bruce Rauner ist seit 1994 mit seiner Frau Diana verheiratet und hat zwei Söhne sowie vier Töchter. Drei seiner Kinder stammen aus einer früheren Ehe. Mit seiner Familie lebt er in Winnetka, im Norden von Illinois am Michigansee. Er ist jüdischen Glaubens. Seine Frau ist Mitglied der Demokratischen Partei.
Trotz seines Reichtums ist Rauner bekannt für einen bescheidenen Lebensstil, was er auch in seinem Wahlkampf 2014 thematisierte: So fährt er einen 20 Jahre alten Kleinbus und trägt eine Armbanduhr, die eigenen Angaben zufolge einen Wert von 18 US-Dollar hat.